# Ciobănesc românesc de Bucovina
Il Ciobănesc românesc de Bucovina (in italiano: Pastore rumeno di Bucovina) è un cane di taglia grande di tipo molossoide originario della Romania nella zona dei monti Carpazi nella regione di Bucovina; è stato selezionato per la guardia e custodia del bestiame.

## Storia
Il Ciobănesc românesc de Bucovina è una razza autoctona dai Carpazi, della regione di Bucovina nel nord-est della Romania. In questa regione, gli individui di questa razza sono utilizzati con grande successo per custodire greggi e proprietà. Questo cane è anche conosciuto come Dulau (cane pastore) o Capau. 
Il primo standard fu stilato nel 1982 e aggiornato nel 2001 dall'Asociaţia Chinologică Română (AChR). Lo standard attuale, che risale al 29 marzo 2002, è stato scritto ed aggiornato secondo il modello stabilito dall'Assemblea Generale della FCI del 1987 a Gerusalemme.
Il Ciobănesc românesc de Bucovina è solo provvisoriamente accettato dalla FCI, mentre le altre razze da pastore rumene sono già ufficialmente riconosciute.

## Temperamento

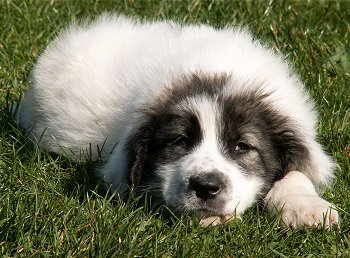
Un cucciolo di Ciobănesc românesc de Bucovina di due mesi

Il Ciobănesc românesc de Bucovina è stato allevato per proteggere le greggi di pecore e le mandrie di bestiame. Sono ottimi cani da guardia. I cani di questa razza sono equilibrati, calmi, molto devoti ed amano i bambini; risultano generalmente diffidenti verso gli estranei. Sono, inoltre, molto coraggiosi e combattivi verso i potenziali predatori.